# Fletcher Bluff
Das Fletcher Bluff ist ein rund 800 m hohes Kliff mit felsiger Front- und verschneiter Rückseite auf der westantarktischen Adelaide-Insel. In der Princess Royal Range ragt es 5 km westnordwestlich des Gipfels des Mount Liotard am Ostrand des Fuchs-Piedmont-Gletschers auf.
Das UK Antarctic Place-Names Committee nahm 1983 die Benennung vor. Namensgeber ist David Donald William Fletcher (* 1948) vom British Antarctic Survey, der von 1972 bis 1973 auf der Halley-Station tätig war sowie von 1973 bis 1974 die Station auf Signy Island und von 1976 bis 1981 die Rothera-Station geleitet hatte.